# Pio da Langogne
Pio da Langogne, al secolo Blaise-Armand de Sabadel (Langogne, 14 novembre 1850 – Roma, 4 maggio 1914), è stato un arcivescovo cattolico francese.

## Biografia
Abbracciò la vita religiosa tra i frati cappuccini della provincia di Lione: ricoprì la carica di segretario della procura generale dell'ordine dal 1880 al 1896, fu consultore di varie congregazioni della Curia Romana e fu membro della Commissione per la codificazione del diritto canonico.
Membro della Pontificia accademia dell'Immacolata, compose l'opera poetico-ascetica in due volumi Le diurnal de Marie. Eulogies quotidiennes a la très Sainte Vierge, Mère de Dieu et Mère des hommes (Tournay, 1889).
Eminente canonista, lasciò: il trattato L'ouverture de conscience les confessions et communions dans les communautés (Parigi, 1891); lo studio De bulla Innocentiana seu de potestate papæ committendi simplici presbytero subdiaconatus et diaconatus collationem (Roma, 1902); il Regestum sive summarium chronologicum per la consultazione del Bullarium ordinis ff. Minorum s.p. Francisci Capucinorum (Roma, 1892).
Dopo la chiusura della rivista Analecta juris pontificii, dal 1893 ne fece continuare l'attività attraverso la pubblicazione degli Analecta ecclesiastica.
Nel 1911 fu eletto e consacrato arcivescovo di Corinto in partibus da papa Pio X.
Fu un rigido oppositore del governo laicista della terza Repubblica francese e fu tra i protagonisti del contrasto al modernismo.

## Genealogia episcopale
La genealogia episcopale è:
- Cardinale Scipione Rebiba
- Cardinale Giulio Antonio Santori
- Cardinale Girolamo Bernerio, O.P.
- Arcivescovo Galeazzo Sanvitale
- Cardinale Ludovico Ludovisi
- Cardinale Luigi Caetani
- Cardinale Ulderico Carpegna
- Cardinale Paluzzo Paluzzi Altieri degli Albertoni
- Papa Benedetto XIII
- Papa Benedetto XIV
- Papa Clemente XIII
- Cardinale Marcantonio Colonna
- Cardinale Giacinto Sigismondo Gerdil, B.
- Cardinale Giulio Maria della Somaglia
- Cardinale Carlo Odescalchi, S.I.
- Cardinale Costantino Patrizi Naro
- Cardinale Lucido Maria Parocchi
- Papa Pio X
- Arcivescovo Pio da Langogne, O.F.M.Cap.